# Monomer winylowy

Wiązania w cząsteczce etylenu

Monomery winylowe – organiczne związki chemiczne, które otrzymuje się poprzez zastąpienie jednej lub więcej atomów wodoru w cząsteczce etylenu innym pierwiastkiem. Kąty między wiązaniami w tym układzie wynoszą około 120°.